# Auberg
Auberg är en ort och kommun i Österrike. Den ligger i distriktet Rohrbach i förbundslandet Oberösterreich, 170 kilometer väster om huvudstaden Wien. 
Kommunen består av sex orter (Ortschaften) (inom parentes invånarantal 1 januari 2024):
- Auberg (88)
- Harafl (50)
- Hehenberg (96)
- Hollerberg (190)
- Iglbach (139)
- Marbach (40)